# Lestelle-Bétharram
Lestelle-Bétharram è un comune francese di 971 abitanti situato nel dipartimento dei Pirenei Atlantici nella regione della Nuova Aquitania.

## Geografia fisica

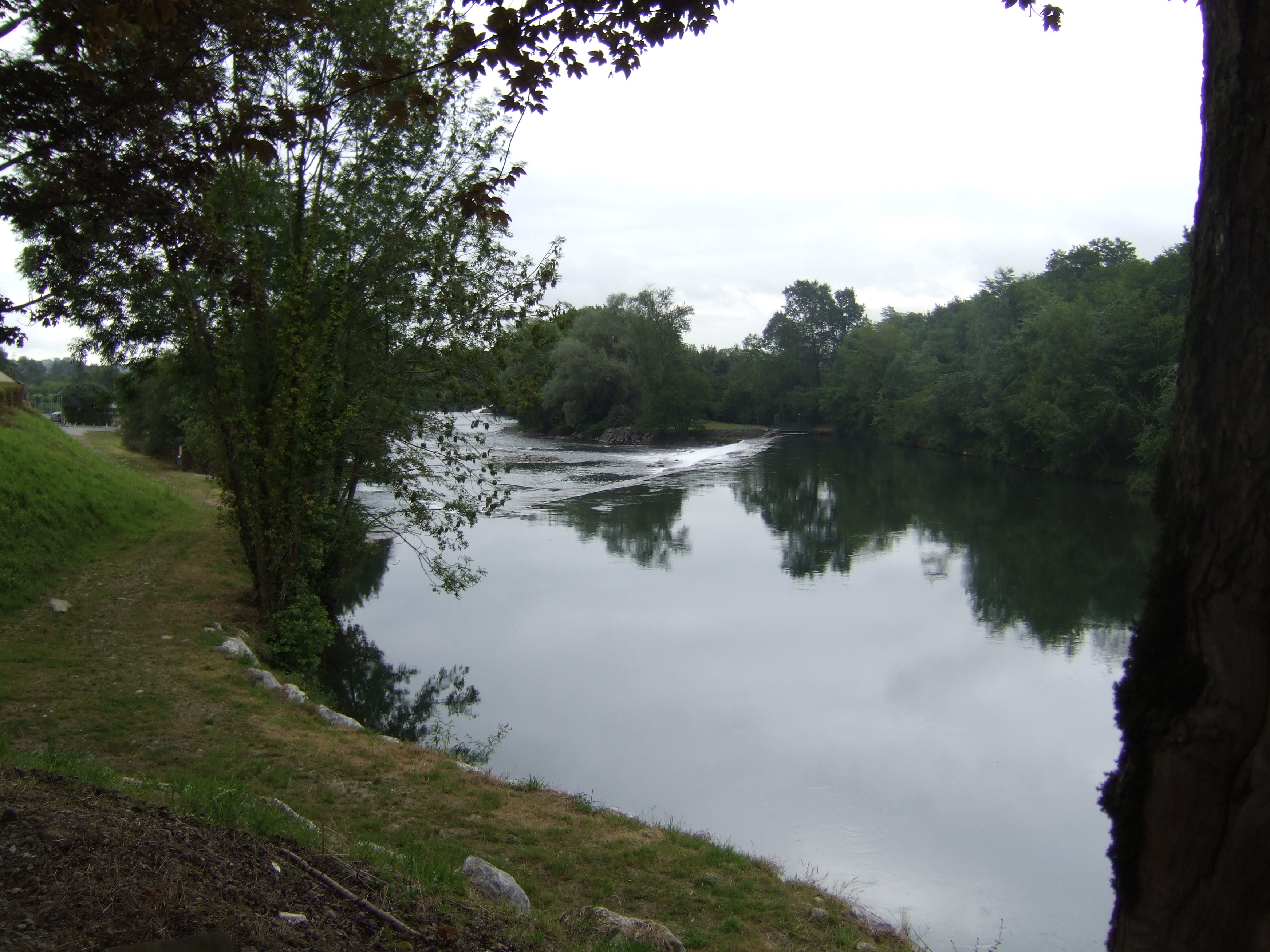
La Gave de Pau a Lestelle-Bétharram

Lestelle-Bétharram sorge sulla sponda sinistra del fiume Gave de Pau. Il comune confina con:
- Igon a nord
- Montaut a est
- Asson a ovest
- Saint-Pé-de-Bigorre (Hautes-Pyrénées) a sud-est

## Società

### Evoluzione demografica
Abitanti censiti

## Amministrazione
| Anno d'elezione                          | Nome               |  |
| ---------------------------------------- | ------------------ |  |
| Da completare i dati precedenti il 1995. |                    |  |
| 1995                                     | Michel Bouyrie     |  |
| 2001                                     | Jean-Marie Berchon |  |
| 2008                                     | Jean-Marie Berchon |  |

## Il Santuario di Bétharram

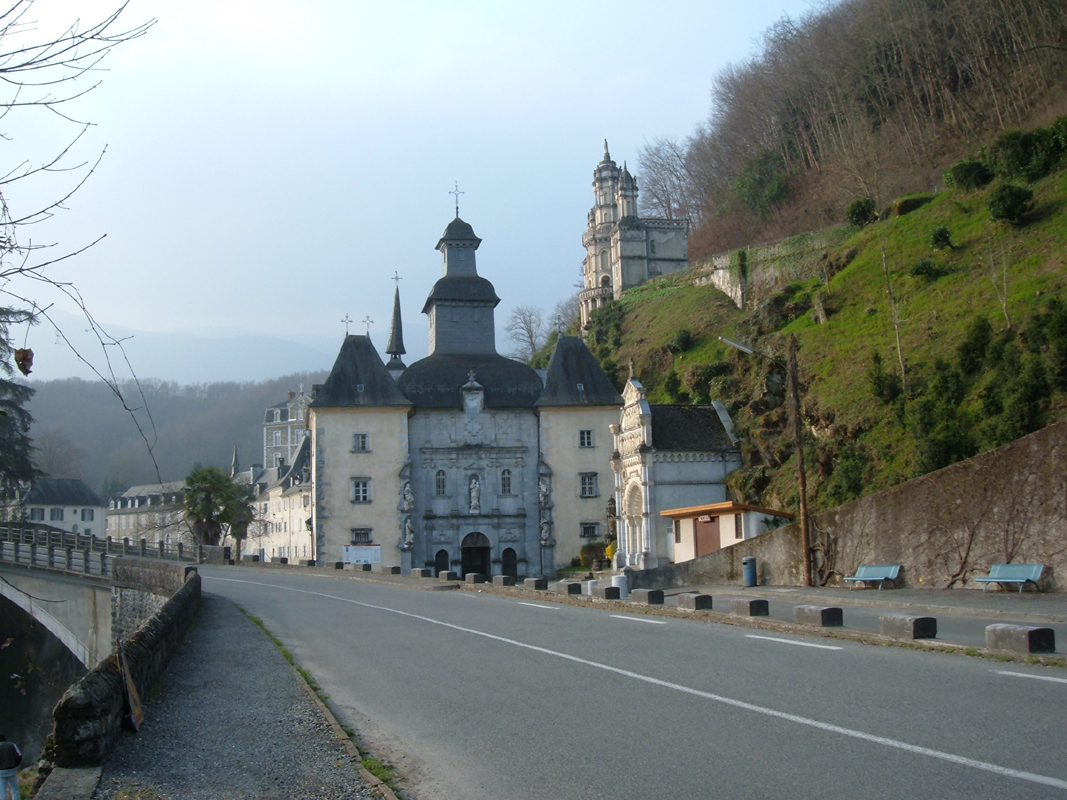
Santuario di Nostra Signora di Bétharram (Notre-Dame de Bétharram)

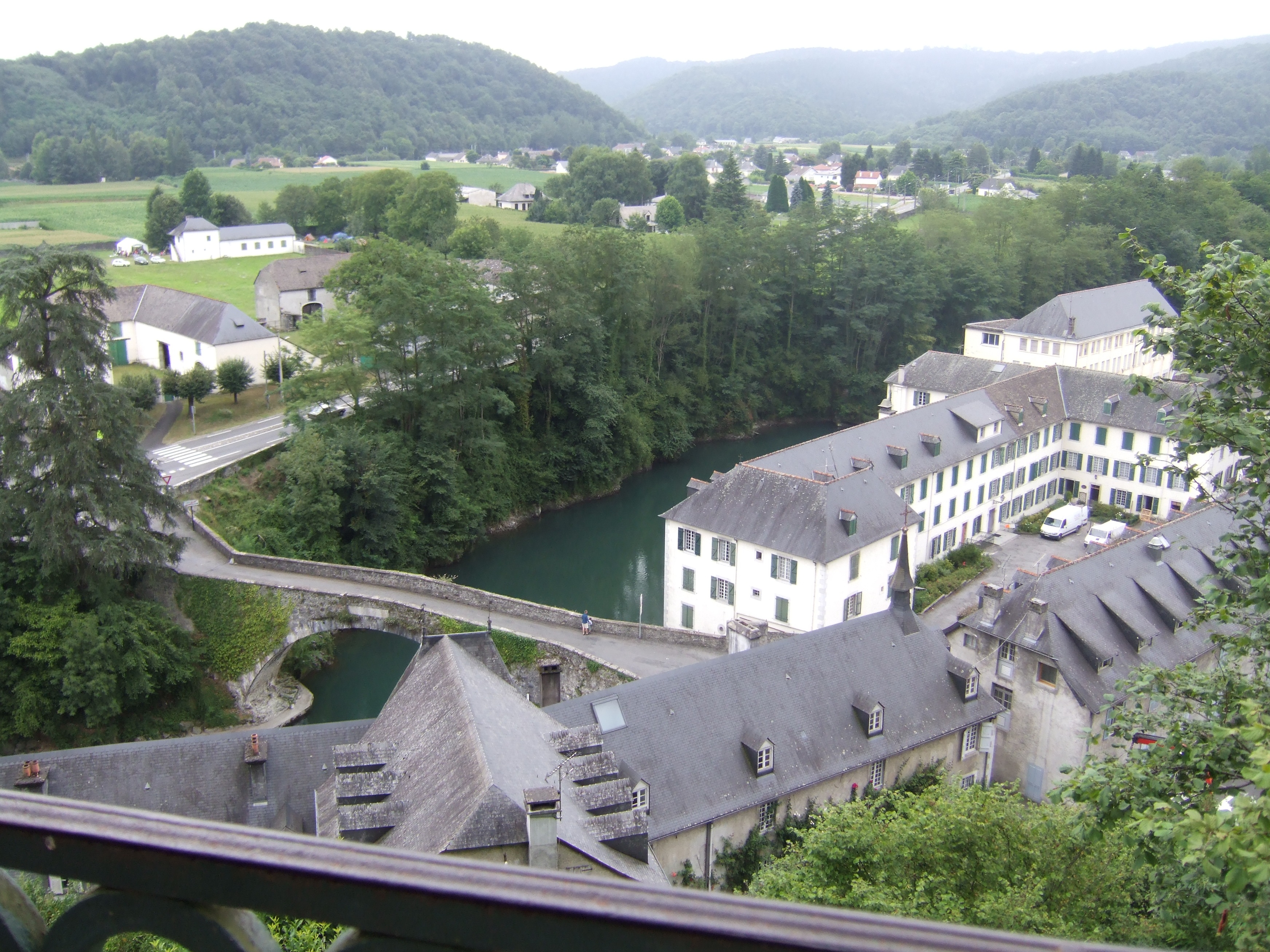
Il complesso logistico del Santuario

Nel comune di Lestelle-Bétharram, ai piedi dei Pirenei, sorge il santuario mariano di Bétharram, luogo che nel secolo scorso divenne il centro da cui ebbe inizio la Congregazione fondata da san Michel Garicoïts, i Preti del Sacro Cuore di Gesù di Bétharram. La regione è particolarmente cara alla Madonna, se è vero che ad una quindicina di chilometri da Lestelle, comune ove si trova il santuario, sorge Lourdes, oggi il più importante centro mariano mondiale. Già questo è sufficiente per spiegare la particolare devozione che san Michele aveva nei riguardi della Madre del Signore.
Secondo alcuni autori, le origini del santuario di Bétharram risalgono all'XI/XII secolo, quando, sotto l'impulso di san Bernardo di Chiaravalle, ovunque in Europa sorsero centri di devozione e di fede mariana. I crociati, che ritornavano dalla guerra contro i Mori in Spagna, si inginocchiavano ai piedi della Madonna per ringraziarla dei successi ottenuti e per farle omaggio del ricco bottino di guerra. Bétharram divenne inoltre una delle tappe principali dei pellegrini che dalla Francia e dall'Europa intera muovevano verso il santuario di Compostela in Spagna. Il nome appare, nella sua forma di "Gataram" per la prima volta nel 1493.
Attorno a questo luogo la tradizione popolare attesta la presenza di tre diversi miracoli attribuiti alla Vergine Maria.

## Grotte di Bétharram
A sud di Lestelle-Bétharram, in direzione Saint-Pé-de-Bigorre, è presente un complesso di grotte aperto al pubblico dal 1906. Le grotte si estendono sui cinque livelli scavati dal fiume sotterraneo che ha originato le stesse.